# Finnøyfjorden
Finnøyfjorden er en fjordarm af Boknafjorden i Finnøy kommune i Rogaland. Den har en total længde på 14 kilometer og ligger mellem Finnøy i vest, øerne Fogn, Bokn og Halsnøy i øst og Sjernarøyane i nord.
Nord for Finnøy har fjorden indløb ved Mølsnesholmene mellem Finnøy og Nord-Talgje. Herfra går fjorden mod sydøst, mellem Finnøy og Halsnøy, Bokn og Fogn, og ender mellem Kvernaviga på Fogn og Vardenes på Finnøy. Vest for det sydlige indløb ligger Talgjefjorden. Mellem Sjernarøyane og Ombo går Vestre Ombofjorden videre nordover fra Finnøyfjorden, mens Gardssundfjorden går mod øst  på sydsiden af Ombo. 
På østsiden af Finnøy ligger Judaberg, kommunecenteret på Finnøy, som er vestsiden af fjorden. Fra Fogn går der færge til Judaberg på Finnøy, og derfra går der færge videre til Øksnes på Halsnøy. Fra Halsnøy går der færge til Eidssund på Ombo, og fra Eidssund går der færge til Helgøy ved siden af Nord-Talgje.